# Tetrafenyleen
Tetrafenyleen is een polycyclische aromatische koolwaterstof met als brutoformule C24H16. Bij kamertemperatuur is het een vaste stof.

## Aromaticiteit
De structuurformule suggereert een quasi-vlakke structuur. Dit leidt echter tot veel grotere hoeken dan bij een sp2-gehybridiseerd koolstofatoom verwacht mag worden (135° tegenover 120°). De werkelijke structuur van deze molecule lijkt daardoor meer op een vierkant blad papier, waarvan de tegenover elkaar gelegen hoekpunten omhooggetild worden en de overige twee naar beneden afhangen. Deze niet-vlakke structuur, in combinatie met een aantal π-elektronen dat niet aan de regel van Hückel voldoet, heeft tot gevolg dat de centrale ringstructuur niet-aromatisch is, en bovendien dat de benzeenringen nauwelijks interactie met elkaar aangaan. Die centrale ringstructuur wordt cyclooctatetraeen genoemd.
De volledige structuur wordt wel aromatisch genoemd, omdat de 4 benzeenringen uiteraard wel vlak zijn en het aantal gedelokaliseerde elektronen wel voldoen aan de regel van Hückel.